# Бірочок Другий
Бірочо́к Другий — село в Україні, у Зміївській міській громаді Чугуївського району Харківської області. Населення становить 63 осіб. До 2020 року орган місцевого самоврядування — Соколівська сільська рада.

## Географія
Село Бірочок Другий розташоване за 48 км від обласного центру, 80 км від районного центру та за 5 км від правого берегу річки Мож. Найближчі сусідні населені пункти: село Глибока Долина (1 км), село Велетень (2 км), село Соколове (3 км). За 1 км від села пролягає залізниця, на якій розташований пасажирський зупинний пункт Бірочок Другий та автошлях територіального значення Т 2107. Село оточене великим лісовим масивом (дуб).

## Історія
Село засноване 1650 року.
12 червня 2020 року, відповідно до розпорядження Кабінету Міністрів України № 725-р «Про визначення адміністративних центрів та затвердження територій територіальних громад Харківської області», село увійшло до складу Зміївської міської громади.
19 липня 2020 року, в результаті адміністративно-територіальної реформи та ліквідації Зміївського району, село увійшло до складу Чугуївського району Харківської області.

## Археологія
Поселення багатошарове площею 150х81 м; досліджувалося Воловиком С. І. у 1984 році: 
- неолітичне Дніпро-Донецької культури 4000-3000 роками до Р. Х.;
- бондарихинської культури 1100-500 років до Р. Х.;
- пеньківської культури 400-700 років по Р. Х.

## Населення
Згідно з переписом УРСР 1989 року чисельність наявного населення села становила 76 осіб, з яких 34 чоловіки та 42 жінки.

### Мова
Розподіл населення за рідною мовою за даними :
| Мова       | Кількість | Відсоток |
| ---------- | --------- | -------- |
| українська | 63        | 100%     |